# Шапошникове (Сумський район)
Ша́пошникове — село в Україні, у Садівській сільській громаді Сумського району Сумської області. Населення становить 19 осіб. До 2020 орган місцевого самоврядування — Садівська сільська рада.

## Географія
Село Шапошникове знаходиться на лівому березі річки Стрілка, вище за течією примикає село Великий Яр, нижче за течією на відстані 1,5 км розташоване село Єлисеєнкове, на протилежному березі — село Великий Яр. Поруч проходить автомобільна дорога Н07.

## Історія
12 червня 2020 року, відповідно до Розпорядження Кабінету Міністрів України № 723-р «Про визначення адміністративних центрів та затвердження територій територіальних громад Сумської області» увійшло до складу Садівської сільської громади.
19 липня 2020 року, в результаті адміністративно-територіальної реформи та ліквідації Сумського району(1923—2020), село увійшло до складу новоутвореного Сумського району.

## Населення
Відповідно до перепису населення СРСР, станом на 17 грудня 1926 року, чисельність населення ради становила 239 осіб, з них, за статтю: чоловіків — 117, жінок — 122, переважна національність — українська. Кількість господарств — 51.

### Мова
Розподіл населення за рідною мовою за даними перепису 2001 року:
| Мова       | Кількість | Відсоток |
| ---------- | --------- | -------- |
| українська | 18        | 94.74%   |
| російська  | 1         | 5.26%    |
| Усього     | 19        | 100%     |

## Відомі люди
- Мамонтів Яків Андрійович, український драматург.